# كارلوس فابيان ليب
كارلوس فابيان ليب (بالإسبانية: Carlos Fabián Leeb)‏ هو لاعب كرة قدم ومدرب كرة قدم أرجنتيني في مركز الهجوم، ولد في 18 يوليو 1968 في بوينس آيرس في الأرجنتين. لعب مع إستوديانتيس دي لا بلاتا وإنديبندينتي وبانفيلد وتشاكاريتا جيونيورز وفيرو كاريل أويستي.